# Far Cry 4
Far Cry 4 est un jeu vidéo de tir en vue à la première personne se déroulant dans un monde ouvert développé par Ubisoft Montréal et édité par Ubisoft. Il est sorti sur PlayStation 3, PlayStation 4, Xbox 360, Xbox One et Windows le 18 novembre 2014 en Amérique du Nord et en Europe.
Le jeu remporte le prix du meilleur jeu de tir à la première personne lors des Game Awards 2014.

## Trame

### Synopsis
L'histoire de Far Cry 4 se déroule dans la région fictive de Kyrat en Himalaya. Le joueur incarne Ajay Ghale, revenu sur sa terre d'origine pour disperser les cendres de sa mère. Il se retrouvera rapidement plongé au cœur d'une guerre civile entre les rebelles du  Sentier d'Or et un tyran autoproclamé nommé Pagan Min.

### Fins
Le jeu contient 100 fins, dont deux variantes.

#### Fin alternative
Au début du jeu, il est possible de trouver une fin alternative qualifiée d’easter egg. Après la capture du joueur par Pagan Min, celui-ci l'invite à sa table. Après quelques minutes de conversation, il demande à Ajay de rester à table et de finir ses raviolis au crabe, le temps qu'il traite une affaire au téléphone (en fait, de torturer l'espion qu'il vient d'arrêter avec l'aide de Paul Harmon). Si le joueur patiente 15 minutes, Pagan revient à table, le complimente pour s’être comporté en gentleman, lui révèle le lien qui l'unit à sa famille et l'emmène au mont Lakshmana où il pourra disperser les cendres de sa mère. Ensuite, Pagan le prend sous son aile et l’emmène se « dégourdir » avec quelques flingues.

#### Fin officielle (considérée comme la «bonne fin» du jeu)
À la fin de la mission finale, Ajay retrouve Pagan dans sa salle à manger, celui-ci, au terme d'un discours au cours duquel il évoque et critique le parcours d'Ajay sur ses actions contre son organisation, lui dit qu'il peut le tuer maintenant (« très original » selon lui) ou qu'ils peuvent manger puis aller disperser les cendres de sa mère. Si le joueur ne le tue pas, alors Pagan tient sa promesse et Ajay peut faire ce pour quoi il est venu. Toutefois, juste après, Pagan s'enfuit en hélicoptère, abandonnant son royaume et son organisation tout en disant à Ajay que chaque choix a ses conséquences. Le joueur regarde alors l'hélicoptère s'en aller au loin. Bien que l'antagoniste ne soit pas tué, cette fin est considérée comme la « bonne » car le joueur a pu disperser les cendres de la mère d'Ajay.

#### Fin officielle: «Le roi est mort»
Le joueur assiste à la même scène puis arrive au moment où Pagan lui dit qu'il peut soit le tuer, soit se joindre à lui pour disperser les cendres de sa mère. Si le joueur le tue, la phrase « Le roi est mort » apparaît instantanément à l'écran et le jeu se termine. Cette fin est considérée comme la « mauvaise » car si le joueur tue Pagan, il ne pourra pas disperser les cendres de la mère d'Ajay, puisqu'aucun autre personnage que Pagan ne connaît le lieu que cherche Ajay.

#### Fin mixte
Il s'agit d'une fin qui mélange les deux fins officielles, la bonne et la mauvaise, si le joueur ne tue pas Pagan à la fin de la cinématique de la salle à manger, la première fin officielle se déclenche. Mais au lieu de regarder l'hélicoptère s'envoler au loin, le joueur peut utiliser une arme explosive, telle qu’un lance-grenade ou un lance-roquette, pour faire exploser l'hélicoptère et tuer Pagan en même temps. La phrase « Le roi est mort » apparaît instantanément à l'écran et le jeu se termine. Du moment où l'antagoniste est tué et les cendres dispersées selon la dernière volonté de la mère d'Ajay, cette fin peut être considérée comme une bonne fin, la meilleure possible. Elle est en outre l'unique manière récupérer les deux trophées que sont le journal de Mohan (dans le mausolée de Lakshmana) et le stylo d'or (sur Pagan lui-même).
Il existe deux cinématiques « post-crédit » d’après campagne, pouvant faire aussi office de fin, qui changent selon que le joueur ait choisi Sabal ou Amita à la tête du Sentier d'Or (à savoir que le fait d'avoir tué ou épargné l'un selon la volonté de l'autre n'a aucun impact). Si le joueur a choisi Amita, il devra se rendre à Thirtha, où il découvre qu'elle engage de force des personnes dans le Sentier d'Or pour combattre le reste de l'armée de Pagan toujours active. Elle lui apprend  aussi qu'elle a envoyé Bhadra dans un lieu secret. Si le joueur a choisi Sabal, il devra se rendre sur l’île du temple de Jalendu, que le joueur n'a pas détruit lors de la mission qui déterminera quel sera le dirigeant définitif du Sentier d'Or, où Sabal exécute des fidèles d'Amita en justifiant que « les pêchés doivent être lavés par le sang ». Le joueur peut ensuite, s'il le veut, tuer les personnages.

## Univers
Far Cry 4 se déroule dans un pays fictif nommé Kyrat, qui se situe à côté de l'Himalaya. Le pays est composé de deux régions où le joueur a la possibilité de visiter et d'effectuer des missions durant son avancement dans le jeu.
La région du Sud est composée de neuf zones : Banapur, Meh Teh Airport, L'usine de brique Rochan, Naccarapur, le monastère Chal Jama, l'usine de thé Kyra, Tirtha, les Saints Endormis et le pont du roi. La région comporte deux forteresses dirigées par Noore Najjar et Paul "De Pleur" Harmon. La région Nord qui est composée de cinq zones : La forteresse royale, le palais royal, la vallée de la mort, le temple de Jalendu et Utkarsh. La région comporte également deux forteresses dirigées par Pagan Min et Yuma Lau.
Le Kyrat est peuplé de nombreux animaux répartis sur les deux régions : éléphants, yak, rhinocéros, singes, loups, tigres, ours, porc, loups tibétain, pythons, tapir, poissons-démons, léopards des neiges, bharal, cerfs, sangliers, ratel, Dhole, aigles noir.
Certaines œuvres de l'artiste français C215 (artiste) apparaissent dans le jeu, qui devient le premier artiste de rue virtuel de l'histoire.

## Personnages (spoilers)
- Ajay Ghale, le principal protagoniste du jeu. Né au Kyrat, il est le fils d'Ishwari et Mohan Ghale. Âgé de trois ans, il a été contraint de fuir avec sa mère aux États-Unis en laissant derrière eux le cadavre de son père. Après la mort de sa mère des suites d'un cancer du sein, Ajay voyage au Kyrat pour réaliser la dernière volonté de sa mère : apporter et disperser ses cendres du haut du mont Lakshmana.
- Pagan Min (VF : Guillaume Orsat), le principal antagoniste du jeu. Né à Hong Kong, Pagan détestait son père. Après la mort de celui-ci, il changea d'identité pour se faire appeler "Pagan" (ancien roi birman ayant assassiné toute sa famille pour prendre le pouvoir). En accumulant des richesses, il créa sa propre armée et prit part dans le commerce de l'héroïne. N'y trouvant pas sa place, il se tourna vers le Kyrat, déchiré par plusieurs factions en guerre, et prit le pouvoir du pays en y assassinant son héritier. Il devint alors un dictateur impitoyable autoproclamé roi. Ajay découvrira que Pagan a plus de liens avec sa famille qu'il ne le croit.
- Yuma Lau, née à Hong Kong, fille d'un parrain de la pègre chinoise. Yuma est la sœur adoptive de Pagan Min. Le père de ce dernier l'adopta alors qu'elle venait de perdre ses parents à la suite d'un raid coopératif entre Interpol et l'unité chinoise anti-drogue. Elle est la lieutenante-générale en chef de l'armée royale.
- Amita est la première femme qui est entrée au Sentier d'Or, et est la rivale de Sabal à la tête de celui-ci. Elle est toujours en désaccord avec ce dernier sur le plan stratégique et en ce qui concerne l'avenir du Kyrat. Là où Sabal veut préserver le Kyrat d'antan, Amita ne jure que par le progrès et la modernisation du pays. Il est également révélé qu'elle déteste la famille de Ajay à cause des règles sexistes imposées par Mohan Gale, le père d'Ajay.
- Sabal (VF : Sylvain Agaësse) est le leader du Sentier d'Or avec Amita sur le plan stratégique, mais est toujours en désaccord avec elle, surtout sur ce qui conviendrait de faire du Kyrat une fois le pays libéré de Pagan. Sabal exprime le désir passionné de préserver les traditions et coutumes Kyratiennes, même les plus barbares, et considère l'obsession de modernisation d'Amita comme hérétique. Il connaissait le père de Ajay, et le vénère encore aujourd'hui au point de considérer Ajay comme son frère.
- Bhadra est une jeune adolescente du Sentier d'Or dont nous savons peu de choses. Sabal est convaincue qu'elle est la prochaine Tarun Matara (divinité népalaise).
- Longinus est originaire du pays d'Afrique noire dans Far Cry 2, qu'il a été contraint de fuir à la suite de la guerre civile entre l'UFLL et l'APR. Il a échappé de peu à la mort grâce à un certain prêtre de l’église de la ville de Pala qui l'a soigné, et réside depuis au Kyrat. Dans le jeu, c'est un trafiquant d'armes qui aidera Ajay à plusieurs reprises à se procurer des armes pour combattre le régime de Pagan Min, en échange Ajay devra se rendre dans les montagnes enneigées du Kyrat pour voler des diamants à l'armée royale, diamants qu'il remet ensuite à Longinus.
- Noore Najjar est une lieutenante de Pagan Min qui dirige l’arène de Shannat où elle supervise de violents combats. Avant de devenir lieutenant de Pagan Min, elle était docteur au sein d'organisations humanitaires au Kyrat. Lors d'un voyage avec son mari et ses enfants, à la suite d'une invitation de Pagan Min, celui-ci les fait emprisonner et menace de les tuer si Noore ne travaille pas pour lui. Elle gère désormais le trafic d'héroïne et la fabrique en convertissant le pavot cultivé par Paul "De Pleur" Harmon. Noore demandera de l'aide au joueur pour libérer sa famille, mais " De Pleur " lui révélera que la famille de Noore a été tuée depuis longtemps et que les lettres que Noore recevait était écrite par la fille de " De Pleur ".
- Ishwari Ghale est la mère de Ajay. Elle a fui le Kyrat pour les États-Unis lorsque Ajay avait trois ans. Elle est décédée des suites d'un cancer. Sa dernière volonté fut que son fils Ajay apporte et disperse ses cendres du haut du mont Lakshmana. Mohan a envoyé sa femme au palais royal pour qu'elle séduise Pagan et qu'elle puisse ainsi récolter des informations pour la rébellion. Mais elle est tombée amoureuse de Pagan et a eu un enfant avec lui qu'elle appellera Lakshmana. Cette dernière a ensuite été tuée par Mohan qui voyait en elle le symbole de l'amour entre sa femme et Pagan, Ishwari s'est vengé en tuant Mohan chez lui avant de fuir le pays avec son fils Ajay, ce qui explique la haine de Pagan pour les rebelles du Sentier d'Or.
- Paul "De Pleur" Harmon (VF : Jérôme Pauwels) est un des lieutenants de Pagan Min. Américain, marié et père de famille, Paul a une fille nommée Ashley. À l'origine, il occupait un poste de responsable de l'extraction des informations pour la sécurité nationale, mais à la suite des attentats du 11 septembre, il a été muté dans un poste où il avait pour rôle de faire de la paperasse. Le travail le rendait fou et il finit par être renvoyé. En écoutant les conseils de son docteur, qui lui conseilla d'exercer un métier qui correspond à sa passion (la torture), il prit un poste au Kyrat, dans le gouvernement de Pagan Min.
- Mohan Ghale est le père de Ajay, mari d'Ishwari et le fondateur du Sentier d'Or. Ancien soldat de Pagan Min, il est le premier à se rebeller et à combattre le régime pour la liberté du Kyrat en fondant le sentier d'or. Il tue Lakshmana, la fille que sa femme eut avec Pagan, puis est assassiné par sa femme, qui voulait venger son enfant.

## Factions
- L'Armée Royale du Kyrat : Principale Faction Antagoniste du jeu, dirigée par Pagan Min. Cette armée sert le roi et éliminera toute personne voulant s'opposer à son pouvoir.
- Le Sentier d'Or : Groupe rebelle qui s'oppose à Pagan Min pour retrouver leur liberté d'antan.

## Système de jeu

### Mode solo
Far Cry 4 reprend les mêmes bases que son prédécesseur. Le joueur doit découvrir la carte en débloquant des tours radios, pacifier les territoires en capturant des avant-postes et accomplir de nombreuses activités annexes. Cela dit, outre le changement de décors, quelques nouveautés ont fait leur apparition comme la possibilité de monter des éléphants pour écraser ses ennemis ou encore le fait de pouvoir tirer tout en conduisant. La verticalité du gameplay est au cœur du jeu et force le joueur à utiliser grappins et wingsuits pour se déplacer, des véhicules aériens sont également disponibles. De nouvelles armes sont proposées, comme une arbalète Multi-coups. Enfin, la faune et la flore ont été renouvelées pour mieux correspondre à celles se trouvant dans ce type de région. Le 18 novembre 2014, le Season Pass du jeu est sorti. Il propose au joueur une campagne et des missions inédites, un nouveau mode multijoueur et 5 armes.
- Environ 40 armes variées sont présentées :

Couteau Khukuri , Fusil à pompe Remington 870  , Winchester Modèle 1887 , Pistolets mitrailleurs Steyr Solothurn M.P. 34 , Heckler & Koch MP5 , KRISS Vector , Mitrailleuses légères Maschinengewehr 42, Mitrailleuse Kalachnikov , Fusils d'assaut AK-47 , P416 , M14 (fusil), FAMAS (F1) , Fusils à lunette SVD Dragunov  , Remington 700 , Pistolets Mauser C96 , S&W Model 29 , M1911 , Fusils semi automatiques  Franchi SPAS 12 , Lance-flammes (LPO-50 Flamethrower) et Lance-roquettes RPG-7, Carl Gustav M2.

### Mode coopératif
Far Cry 4 introduit un nouveau mode coopération qui permet à deux joueurs de se retrouver sur Kyrat et de se battre ensemble. Contrairement à l'épisode précédent, la coopération en écran splitté (écran partagé ) n'est pas présente.

### Mode Arène
À l'occasion de la Pax Prime 2014, Ubisoft a dévoilé le mode arène.  Il permet de combattre différents types d’ennemis comme l’éléphant, le tigre ou même des humains dans un environnement évidemment fermé, le tout accompagné d’une petite mise en scène avant le combat. Il s'agit d'un mode survie où le joueur doit affronter des vagues successives gagnant en intensité au fur et à mesure.

### Multijoueur
Le mode multijoueur a été dévoilé dans une vidéo promotionnelle. Les deux équipes, Rebelles du Sentier d'Or et Rakshasa, s'affrontent dans trois modes de jeu : 
- Masque démoniaque : les deux équipes doivent se battre pour ramener un masque démoniaque dans leur base, équivalent de capture de drapeau ;
- Avant poste : les Rakshasa doivent capturer des forteresses bâties par le Sentier d'Or pour prendre le contrôle de la carte ;
- Propagande : les rôles sont inversés, le Sentier d'Or doit détruire la propagande répandue par les Rakshasa.

Outre ces modes classiques, la véritable originalité de ce mode multijoueur est que les deux camps en présence sont radicalement différents. Alors que le Sentier d'Or utilise la technologie moderne (armes automatiques , véhicules…), les Rakshasa ont recours à des capacités plutôt mystiques (téléportation, invisibilité, invocation d'animaux…).

## Développement

### Origines
Le développement du jeu est dirigé par Ubisoft Montréal, qui a repris le développement de la franchise Far Cry après la sortie de Far Cry Instincts en 2005. Le studio a été aidé par quatre autres studios d'Ubisoft : Ubisoft Toronto, Red Storm Entertainment, Ubisoft Shanghai et Ubisoft Kiev. Le studio de Montréal a travaillé sur la campagne du jeu, le studio de Toronto a travaillé sur les missions « Shangri-La », Red Storm Entertainment s'est chargé du développement du multijoueurs, le studio de Shanghai a travaillé sur les missions liées à la chasse et le studio de Kiev, le développement de la version PC du jeu. Le développement a commencé fin 2012 après la sortie du jeu Assassin's Creed III. Le directeur créatif du jeu est Alex Hutchinson, qui avait déjà travaillé sur le jeu de Maxis : Spore ainsi que sur Assassin's Creed III.
Lors d'un brainstorming, pour établir des idées sur un nouveau Far Cry, l'équipe de développement initiale prévoyait de développer une suite directe de Far Cry 3. La suite se déroulerait sur la même île tropicale, étendrait l'histoire du protagoniste et ramènerait des individus, par exemple, l'antagoniste secondaire : Vaas. Cependant, au bout de quatre jours, l'équipe a constaté qu'une suite ne serait pas le but qu'elle souhaitait atteindre. En conséquence, ils ont décidé d'abandonner l'idée et de construire un tout nouveau jeu avec de nouveaux réglages et de nouveaux personnages. L'équipe a adapté l'approche « Nous voulons tout », approche qui pourrait leur permettre d'expérimenter toutes sortes d'idées. Certains membres de l'équipe espéraient que le jeu offrirait la possibilité de voler et ainsi d'offrir une certaine verticalité. Le directeur du jeu a également souhaité que les joueurs soient en mesure de monter un éléphant déchaîné dans un environnement où se trouvent des  « montagnes exotiques » et une  « culture unique ». Cela a conduit sur un environnement montagnard et une introduction des éléphants dans le jeu.

### Musique
Cliff Martinez a composé la bande-son du jeu. Une édition digitale a été rendue disponible le 4 novembre 2014 et une édition limitée deux CD le 9 novembre 2014. Une autre édition, une 3LP, a également vu le jour en janvier 2015. La bande-son contient, au total, 30 titres :
L'album reçut des critiques positives à la suite d'une utilisation d'instrument népalais et d'échantillons électroniques.
Le musicien Ramachandra Borcar a également contribué à la bande-son du jeu, notamment sur les morceaux de plusieurs parties. Une édition Lakshmana a été rendue disponible le 18 mai 2015. Cette édition comprend 9 titres :

## Éditeur de carte
L'éditeur de carte est de retour dans Far Cry 4. Celui-ci a été amélioré et les outils sont plus facilement utilisables selon les dires des développeurs. Il permet au joueur d'explorer les cartes créées par les autres joueurs en solo.

## Accueil

### Critiques
Le jeu a été bien accueilli par les critiques. Le site Jeuxvideo.com lui a attribué une note de 16/20 par le journaliste Panthaa qualifiant le jeu de bon FPS solo et de plus complet que le précédent. Du côté du test de Gamekult, le journaliste Stoon lui attribue une note de 6/10. Cette note se justifie de par un Far Cry 3 réchauffé qui n'est exempté de problèmes : répétition, une intelligence artificielle bancale, etc. La plus grosse déception des critiques reste le manque de combat avec les différentes armes du jeu, ce qui le rend moins jouissif que le précédent qui était jugé trop violent par les développeurs. Le personnage de Pagan, charismatique sans pour autant égaler les deux antagonistes de Far Cry 3 : Hoyt et surtout, Vaas. Ses apparitions sont jugées comme " pas si mémorables que ca et pas aussi marquantes que celles de Vaas, ni au cours du jeu, ni au cours de l'intro ".

### Ventes
Durant la conférence organisée le 12 mai 2015, Yves Guillemot a annoncé que le jeu s'était vendu à sept millions d'unités depuis sa sortie. En mai 2020, Ubisoft annonce que le jeu s'est vendu a plus de 10 millions d'unités.